# Chinook (Montana)
Chinook – miasto w Stanach Zjednoczonych, w stanie Montana, w hrabstwie Blaine.